# إميل موسيلير
إميل هنري موسيلير (بالفرنسية: Émile Muselier) أو إميل موسيليه (مارسيليا، 17 أبريل 1882 - تولون، 2 سبتمبر 1965) كان أميرال فرنسي قاد القوات البحرية الفرنسية الحرة خلال الحرب العالمية الثانية. وكان مسؤولا عن فكرة تمييز أسطوله عن أسطول فرنسا الفيشية من خلال اعتماد صليب اللورين، الذي أصبح في وقت لاحق شعار جميع الفرنسيين الاحرار. بعد دخول الأكاديمية البحرية الفرنسية في عام 1899، شرع في مشروع مهنة عسكرية رائعة وحديثة. لم ينجح في الانتخابات التشريعية لعام 1946 كنائب لرئيس الجمهوريين اليساريين، بعدها دخل الحياة الخاصة كمهندس استشاري قبل تقاعده في عام 1960. ودفن في مقبرة القديس بيير، في مرسيليا.

## التاريخ المهني المبكر
بدأت مسيرة موسيريل المهنية بحملة في الشرق الأقصى، والعديد من الحملات الآخرى في البحر الأدرياتيكي، واحدة منها كانت في ألبانيا. كما قاتل في يزر "Yser"، بلجيكا رئيسا لقوات الفوسيليرز البحرية.
تلقى موسيليv أول دور قيادي حقيقي له لأفاسيو سكيب "aviso Scape"، في أبريل 1918. ولخدمته في الحرب العالمية الأولى، منح موسيلير صليب البحرية.
وأعقب ذلك قيادة المدمرة أوراغان في عام 1925، ثم سفينة فولتير حربية في عام 1930، وبريتاني في عام 1931.
في عام 1933، أصبح موسيلير، الذي تمت ترقيته بعد ذلك إلى عميد أميرالي، اللواء العام لميناء سيدي عبد الله في تونس، حيث كتب تسجيلات احداث اجتماعية مثل "La Mie de Pain" («مسار التنقل»). في عام 1938، تولى قيادة البحرية والدفاع في مدينة مرسيليا.
في 10 أكتوبر 1939 تمت ترقية موسيلير إلى نائب اميرال من قبل الأميرال دارلان. تراجع دارلان عن العرض اعتبارا من 21 نوفمبر، بعد اتهامات تشهير ضد موسيلير. ووقع حادث مماثل عندما كان موسيلييه تحت أمرة الجنرال شارل ديغول، والذي كان قد انضم إليه مرة أخرى في 30 حزيران / يونيه 1940. غير أنه سرعان ما أزال شكوك الخيانة التي وجهها البريطانيون إليه على أسس عدة وثائق مزورة؛ مما دفع الحكومة البريطانية إلى الاعتذار.

## دوره في فرنسا الحرة
في 1 تموز / يوليه 1940، عينه الجنرال ديغول كقائد للقوات البحرية الفرنسية الحرة، وقائد القوات الجوية مؤقتا؛ تم تأكيد هذه الأدوار في وقت لاحق في عام 1941 مع إنشاء المجلس الوطني. وفي اليوم نفسه، كتب موسلير نداءه الخاص، الذي وجه إلى البحارة والطيارين. وفي عام 1940، حكمت حكومة فيشي على موسيلير بالإعدام غيابيا وصادرت جميع ممتلكاته. في عام 1941، جردته من جنسيته الفرنسية.
تحت قيادة الجنرال ديغول، قاد موسيلير غزو سانت بيير وميكلون في 24 ديسمبر 1941. تقاعد من البحرية في عام 1946.